# Daday
Daday là một huyện thuộc tỉnh Kastamonu, Thổ Nhĩ Kỳ. Huyện có diện tích 998 km² và dân số thời điểm năm 2007 là 10160 người, mật độ 10 người/km².